# 小行星8222
小行星8222（8222 Gellner）是一颗绕太阳运转的小行星，为主小行星带小行星。该小行星于1996年7月22日发现。

## 轨道参数
小行星8222的轨道半长轴为2.2072865 UA，离心率为0.139。